# Campeonato Mineiro 1933
In 1933 werd het negentiende Campeonato Mineiro gespeeld voor voetbalclubs uit de Braziliaanse staat Minas Gerais. De competitie werd gespeeld van 18 juni 1933 tot 28 januari 1934 en werd georganiseerd door de Liga Mineira de Desportos Terrestres, die gefuseerd was met de Associação Mineira de Esportes Geraes (AMEG), dat vorig jaar een rivaliserende bond opgericht had. Dit jaar was tevens de invoering van het profvoetbal en werden de clubs uit het Campeonato da Cidade de Belo Horizonte en het Campeonato de Juiz de Fora, waar clubs uit Juiz de Fora sinds 1918 speelden verenigd. Villa Nova werd kampioen.
In sommige bronnen worden de clubs uit Juiz de Fora nog weggelaten uit de eindstand van de competitie. 

## Eindstand
| Plaats | Club            | Wed. | W  | G | V  | Saldo | Ptn. |
| ------ | --------------- | ---- | -- | - | -- | ----- | ---- |
| 1.     | Villa Nova      | 16   | 11 | 2 | 3  | 51:13 | 24   |
| 2.     | Tupi            | 15   | 7  | 3 | 5  | 39:30 | 17   |
| 3.     | Siderúrgica     | 15   | 7  | 2 | 6  | 26:22 | 16   |
| 4.     | Atlético        | 15   | 7  | 2 | 6  | 29:29 | 16   |
| 5.     | Palestra Itália | 16   | 6  | 4 | 6  | 28:37 | 16   |
| 6.     | Tupynambás      | 14   | 5  | 3 | 6  | 32:28 | 13   |
| 7.     | América         | 15   | 3  | 3 | 9  | 31:44 | 9    |
| 8.     | Retiro          | 15   | 4  | 1 | 10 | 26:39 | 9    |
| 9.     | Sport           | 13   | 2  | 4 | 7  | 22:41 | 8    |

|  | Kampioen |

### Kampioen
| Campeonato Mineiro de 1933 |
| -------------------------- |
| VILLA NOVA (2º Titel)      |